# Grijze prinia
De grijze prinia (Prinia socialis) is een zangvogel uit de familie Cisticolidae. De soort werd in 1832 wetenschappelijk beschreven door William Henry Sykes, een luitenant-kolonel in het Britse leger in India.

## Verspreiding en leefgebied
Deze soort komt voor in India en aangrenzende landen en telt vier ondersoorten:
- P. s. stewarti: noordoostelijk Pakistan, westelijk en noordelijk India en Nepal.
- P. s. inglisi: noordoostelijk India, Bhutan en Bangladesh.
- P. s. socialis: zuidelijk India.
- P. s. brevicauda: Sri Lanka.

## Status
De grootte van de populatie is niet gekwantificeerd maar de soort wordt omschreven als plaatselijk algemeen. Op de Rode lijst van de IUCN heeft deze soort de status niet bedreigd.